# Zvole (Šumperki járás)
Zvole település Csehországban, Šumperki járásban. Zvole Bohuslavice, Leština, Jestřebí, Lukavice, Rájec és Hrabová településekkel határos. Lakosainak száma 860 fő (2024. január 1.).

## Népesség
A település lakosságának változását az alábbi diagram mutatja:
| Lakosok száma | 926  | 919  | 971  | 750  | 704  | 781  | 860  | 846  | 844  | 860  |
|               | 1869 | 1890 | 1921 | 1950 | 1980 | 2001 | 2017 | 2019 | 2022 | 2024 |